# Joan Sícul
Joan Sícul o Joan de Sicília (en llatí Joannes Siculus) fou un escriptor grec de l'època romana d'Orient, autor d'un Chronicon que abraçava el període entre la creació del món i el regnat de Miquel III (842-867) època en la qual va viure. L'obra va estar molt de temps a la Biblioteca de l'elector palatí i sembla que després va passar a la Biblioteca Vaticana. Probablement és el mateix Joan de Sicília que va escriure uns comentaris sobre Hermògenes.